# 帽状宽胸蛛
帽状宽胸蛛（学名：Euryopis galeiforma）为球蛛科宽胸蛛属的动物。在中国大陆，分布于海南等地。该物种的模式产地在海南尖峰岭。